# 1136 هـ
1136 هـ هي سنة في التقويم الهجري امتدت مقابلةً في التقويم الميلادي بين سنتي 1723 و1724.

## أحداث
- أصاب أرض الجزيرة العربية في نجد واليمن قحط وجفاف، فتضررت الحياة الاقتصادية لتلك المنطقة حيث خربت مناطق[5] وهلك الكثير من أبناء قبائل حرب والعمارات من عنزة وبني خالد[6]، فسعى آل السعدون بمحاولة لجذب أغلب عشائر نجد نحو العراق، فاستجابت لهم عدة قبائل مثل: مطير والظفير وحرب وسبيع وقحطان وعتيبة.[7][8]

## وفيات
- الشرباتي.

1. 1 2  مذكور في: تقويم القرون (ذات السلاسل، 1405هـ). الصفحة: 256. الناشر: ذات السلاسل. لغة العمل أو لغة الاسم: العربية. تاريخ النشر: 1984. المُؤَلِّف: صالح العجيري.
2. ↑  "صفحة تحويل السنوات بين العديد من التقويمات على موقع calendarhome.com". مؤرشف من الأصل في 2018-07-03.
3. ↑  "تحويل التاريخ الهجري، الهجري إلى الميلادي، مُحوِّل التاريخ الإسلامي / الباحث الإسلامي". الباحث الإسلامي. مؤرشف من الأصل في 2019-05-20. اطلع عليه بتاريخ 2022-03-17.
4. ↑  "صفحة تحويل السنوات بين التقويمات حسب تقويم أم القرى على موقع ummulqura.org.sa". مدينة الملك عبد العزيز للعلوم والتقنية -  لجنة تقويم أم القرى. مؤرشف من الأصل في 03 يوليو 2018. اطلع عليه بتاريخ أغسطس 2020. {{استشهاد ويب}}: تحقق من التاريخ في: |تاريخ الوصول= (مساعدة)
5. ↑  عبد الكريم الوهبي. ص:220
6. ↑  تاريخ هجر. ج1. عبد الرحمن بن عثمان آل ملا. 1991. ص:42
7. ↑  عشائر العراق. عباس العزاوي. مطبعة بغداد 1937. ج1 ص:300
8. ↑  إمارة المنتفق وأثرها في تاريخ العراق والمنطقة الإقليمية 1546-1918. د. حميد حمد السعدون. ط1 1999. دار وائل- عمان ISBN 9957-11-022-5 ص:81